# Berroy
Berroy es una localidad perteneciente al municipio de Fiscal, en la provincia de Huesca, comunidad autónoma de Aragón, España. Se encuentra actualmente deshabitado.
- Datos: Q13048523
- Multimedia: Berroy / Q13048523